# Mirko Vičević
Mirko Vičević (Kotor, 30. lipnja 1968.), bivši crnogorski vaterpolist hrvatske nacionalnosti. Prvi je kapetan u povijesti crnogorske vaterpolske reprezentacije. Od 27. srpnja 2011. obnaša dužnost predsjednika Hrvatskog građanskog društva Crne Gore-Kotor. Na olimpijskom turniru 1988. postigao je tri pogotka, a 1996. njih 13. Ponikao je u kotorskom Primorcu, a u karijeri je igrao za španjolske, talijanske i hrvatske klubove.
Za Jugoslaviju na EP 1991. zlato nisu osvojili hrvatski igrači jer se Hrvatski vaterpolski savez neposredno prije prvenstva razišao s Vaterpolo savezom Jugoslavije. Svi hrvatski igrači su napustili pripreme osim bokeljskog Hrvata Vičevića koji je ostao zbog pritiska roditelja (njegov klub Jadran ST odmah ga je zbog te odluke suspendirao). Stoga nikada nije igrao za Hrvatsku već je nakon raspada Jugoslavije igrao za SRJ/SCG pa potom za Crnu Goru. Nakon završetka igračke karijere neko vrijeme je bio trener Vaterpolo akademije Cattaro.
Crnogorsku juniorsku reprezentaciju do 17 godina bez poraza je doveo do zlata na europskom prvenstvu 2013. na Malti.